# Archers (Kirchner)
Archers est un tableau du peintre allemand Ernst Ludwig Kirchner réalisé en 1935 dans sa résidence suisse à Davos. Il s'agit une œuvre tardive du peintre que les historiens de l'art ne rattachent plus à l'Expressionnisme.

## Description

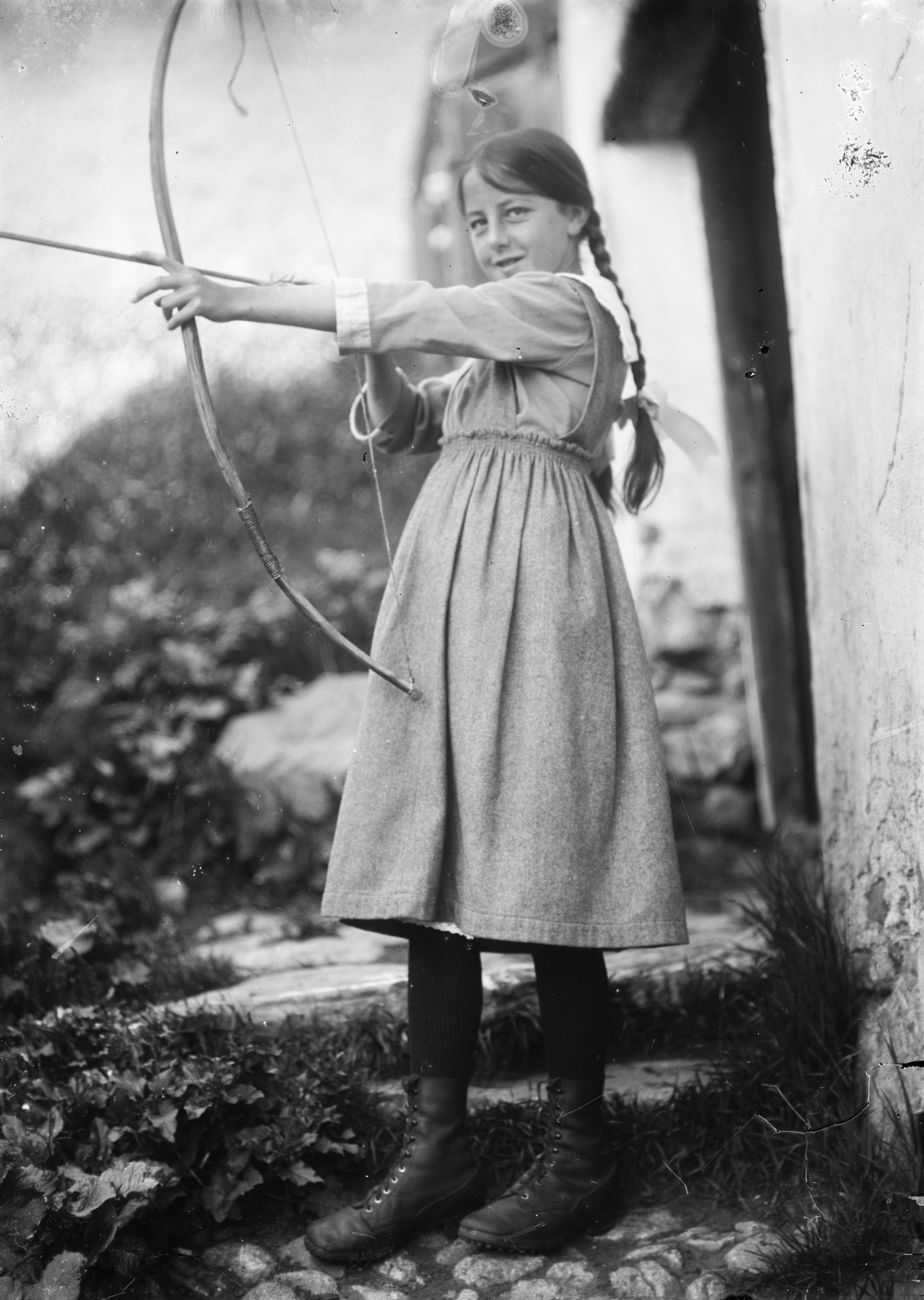
Ernst Ludwig Kirchner, Davos 1919/1923: Jeune paysanne tirant à l'arc devant la maison dans les mélèzes

Sur le dos du tableau figure la signature E. L. Kirchner. Dans le catalogue des œuvres de Donald E. Gordon, le tableau porte le numéro 994.
Il montre trois personnages qui pratiquent le tir à l'arc. Le personnage féminin au premier plan tient des flèches dans la main. Le personnage du milieu est représenté dans une attitude tendue. Leur regard est dirigé vers la cible. Une diagonale part du bas à gauche vers la cible en haut à droite qui figure le point de fuite de la perspective.

## Commentaire
La flèche a été longtemps représentée dans les tableaux du martyre de Sébastien. Il n’est pas exclu que Kirchner y fasse allusion. Une lettre datant de la fin juin 1910  adressée à Erich Heckel contient un dessin où deux archers envoient leurs flèches sur un personnage attaché à un arbre. Thorsten Sadowsky, directeur du Musée Kirchner de Davos présente dans son livre l'hypothèse de  "l'artiste comme un martyr" et fait remarquer que dans ce dessin, ce sont deux filles qui visent Saint-Sébastien. Dans la même lettre, figure une crucifixion ou un calvaire. Deux femmes nues se moquent de Sébastien qui est ensuite crucifié. Kirchner pourrait s'être vu dans le "rôle de l'homme comme un objet sexuel passif", Entre 1919 et 1923, Kirchner a pris la photo d'une jeune paysanne avec un arc et une flèche en contreplongée, de sorte qu'elle semble plus grande.

## Expositions (sélection)
- 1937 Ernst Ludwig Kirchner, Institut of Art, Detroit et Kunsthalle de Bâle
- 1979/1980 à l'occasion de son 100ème anniversaire: Neue Nationalgalerie, Berlin; Haus der Kunst, Munich et Musée Ludwig à la Kunsthalle de Cologne.
- Du 30 juin au 17 novembre 2013 Kirchners Bogenschützen – kunstgeschichtliche Reflexionen.[4]
- Du 8 novembre 2014 au 8 mars 2015 Bogenschießen. Ernst Ludwig Kirchner u.a. Musée de Biberach[5]
- En 2016 il faisait partie de l'exposition Alles Kirchner! au Musée Kirchner de Davos.